# Linophryne arcturi
Linophryne arcturi är en fiskart som först beskrevs av Charles William Beebe 1926.  Linophryne arcturi ingår i släktet Linophryne och familjen Linophrynidae. Inga underarter finns listade i Catalogue of Life.